# جوزپه آتزینی
جوزپه آتزینی (ایتالیایی: Giuseppe Azzini; ۲۶ مارس ۱۸۹۱ – ۱۱ نوامبر ۱۹۲۵) دوچرخه‌سوار اهل ایتالیا بود. وی در مسابقات جیرو دیتالیا شرکت کرده است.